# Kévin Mayi
Ulrich Kévin Selom Mayi (Lyon, 14 januari 1993) is een Frans-Gabonees voetballer die bij voorkeur als aanvaller speelt. 

## Clubcarrière

### Saint-Étienne
Mayi stroomde in 2013 door uit de jeugd van AS Saint-Étienne. Hiervoor debuteerde hij, nadat sinds 2010 voor het tweede team in het CFA speelde, op 7 mei 2012 in de Ligue 1, tegen Olympique Marseille. Het seizoen erna kwam hij tot zeven competitieoptredens. Op 6 januari 2013 maakte hij in de beker tegen SM Caen zijn eerste goal voor Saint-Étienne en in het profvoetbal. Dat seizoen won Saint-Étienne de Coupe de la Ligue. Mayi speelde in twee bekerwedstrijden mee, maar zat niet bij de wedstrijdselectie toen Saint-Étienne de finale met 1-0 van Stade Rennais.
Saint-Étienne verhuurde hem gedurende het seizoen 2013/14 Chamois Niortais, dan actief in de Ligue 2. Hij werd daar voornamelijk als invaller gebruikt. Hij was goed voor vier goals en vier assists in 27 wedstrijden.

### Ajaccio
In de zomer van 2014 maakte Mayi de overstap naar AC Ajaccio, dat uitkwam in de Ligue 2. Hij maakte op 22 augustus in zijn competitiedebuut twee goals in een 4-3 overwinning op Clermont Foot. Dat seizoen eindigde Ajaccio tweede, waarmee het promotie naar de Ligue 1 afdwong. Mayi had daarin met zes goals en twee assists een mooi aandeel. Op 3 oktober 2015 was hij goed voor een goal en een assist tegen Toulouse, zijn eerste goalcontributies op het hoogste niveau. Mayi kwam tot vijf goals en één assist in 28 wedstrijden, maar degradeerde met Ajaccio weer naar de Ligue 2.

### N.E.C.
In juli 2016 werd bekend dat Mayi een contract voor drie seizoenen had getekend bij N.E.C. Op 5 augustus 2016 maakte hij zijn debuut tegen PEC Zwolle, dat in 1-1 eindigde. In de tweede wedstrijd tegen Go Ahead Eagles maakte hij zijn eerste twee doelpunten in het shirt van N.E.C. Op 28 mei 2017 degradeerde hij met N.E.C. naar de Eerste divisie. Mayi kwam tot 31 wedstrijden, vijf goals en drie assists.

### Stade Brest
Op 26 augustus 2017 ondertekende Mayi een driejarig contract bij Stade Brest dat uitkwam in de Ligue 2. In zijn tweede seizoen promoveerde hij voor de tweede keer in zijn carrière naar de Ligue 1 door tweede te worden. Dat seizoen was zijn beste bij Stade Brest: hij scoorde vijf keer in alle competities dat seizoen. Zijn derde seizoen zat hij slechts enkele keren bij de wedstrijdselectie.

### Turkije
Tussen 2020 en 2023 speelde hij met wisselend succes bij drie Turkse clubs op het tweede niveau. In 2020 ging hij naar het Turkse Ümraniyespor. Daar scoorde hij vier keer in zijn enige seizoen. Een jaar later ging Mayi naar Denizlispor. Hier speelde hij twee seizoenen, waarin hij zeven goals scoorde. Medio 2023 ging hij naar Ankara Keçiörengücü, maar hier werd na zeven maanden, in februari 2024, zijn contract ontbonden. 

### Lokomotiv Sofia
Hij vervolgde zijn loopbaan in maart 2024 in Bulgarije bij FK Lokomotiv 1929 Sofia.

## Clubstatistieken
| Seizoen | Club                | Competitie | Competitie | Competitie | Beker | Beker | Overig | Overig | Totaal | Totaal |
| Seizoen | Club                | Competitie | Wed.       | Dlp.       | Wed.  | Dlp.  | Wed.   | Dlp.   | Wed.   | Dlp.   |
| ------- | ------------------- | ---------- | ---------- | ---------- | ----- | ----- | ------ | ------ | ------ | ------ |
| 2011/12 | Saint-Étienne       | Ligue 1    | 0          | 0          | 1     | 0     | 0      | 0      | 1      | 0      |
| 2012/13 | Saint-Étienne       | Ligue 1    | 7          | 0          | 5     | 1     | 0      | 0      | 12     | 1      |
| 2013/14 | → Chamois Niortais  | Ligue 2    | 23         | 3          | 2     | 1     | 0      | 0      | 25     | 4      |
| 2014/15 | Ajaccio             | Ligue 2    | 28         | 6          | 2     | 0     | 0      | 0      | 30     | 6      |
| 2015/16 | Ajaccio             | Ligue 1    | 23         | 3          | 5     | 2     | 0      | 0      | 27     | 5      |
| 2016/17 | N.E.C.              | Eredivisie | 26         | 4          | 1     | 0     | 3      | 1      | 30     | 5      |
| 2017/18 | Stade Brest         | Ligue 2    | 14         | 0          | 1     | 0     | 0      | 0      | 15     | 0      |
| 2018/19 | Stade Brest         | Ligue 2    | 24         | 2          | 5     | 3     | 0      | 0      | 29     | 5      |
| 2019/20 | Stade Brest         | Ligue 1    | 2          | 0          | 1     | 0     | 0      | 0      | 3      | 0      |
| 2020/21 | Ümraniyespor        | 1. Lig     | 25         | 4          | 0     | 0     | 0      | 0      | 25     | 4      |
| 2021/22 | Denizlispor         | 1. Lig     | 23         | 5          | 1     | 0     | 0      | 0      | 24     | 5      |
| 2022/23 | Denizlispor         | 1. Lig     | 17         | 2          | 0     | 0     | 0      | 0      | 17     | 2      |
| 2023/24 | Ankara Keçiörengücü | 1. Lig     | 9          | 0          | 3     | 0     | 0      | 0      | 12     | 0      |
| 2023/24 | Lokomotiv Sofia     | Parva Liga | 0          | 0          | 0     | 0     | 0      | 0      | 0      | 0      |
| Totaal  |                     |            | 221        | 29         | 27    | 7     | 3      | 1      | 251    | 37     |

Bijgewerkt tot en met 7 maart 2024

## Interlandcarrière
Mayi speelde drie interlands voor Frankrijk –19 en acht voor Frankrijk –20. In 2022 debuteerde hij voor het Gabonees voetbalelftal.